# Stay Awhile/I Only Want to Be with You
Stay Awhile/I Only Want to Be with You es el primer álbum norteamericano de la cantante Dusty Springfield. Fue publicado por el sello discográfico Philips Records en 1964 e incluye los hit singles «I Only Want to Be with You», «Stay Awhile» y «Wishin' and Hopin'».

## Antecedentes
El álbum debut británico de Springfield, A Girl Called Dusty, fue publicado en abril de 1964. El debut en Estados Unidos, publicado unos tres meses después, fue técnicamente una compilación de canciones de A Girl Called Dusty, sus dos primeros sencillos en el Reino Unido y otras grabaciones de Springfield. Su sello estadounidense, Philips Records, decidió incluir los sencillos en un álbum, en lugar de seguir la práctica británica de dejarlos como sencillos. Además, se incluyeron algunos lados B y otras grabaciones para formar Stay Awhile/I Only Want To Be With You. El hecho de que su segundo, tercer, cuarto y quinto álbum estadounidense: Dusty, Ooooooweeee!!!, You Don't Have to Say You Love Me y The Look of Love se armarán de la misma manera, hace creer que contribuyó a que Springfield dejara el sello estadounidense Philips en 1968 y en su lugar firmara con Atlantic Records en los Estados Unidos, aunque permanecería con Philips/ Phonogram en el Reino Unido y Europa hasta 1980.
Stay Awhile/I Only Want to Be with You y sus cuatro álbumes estadounidenses subsiguientes son, por lo tanto, no considerados por algunos fanáticos y críticos musicales como uno de los “verdaderos” álbumes de Dusty Springfield, pero lo son, al igual que en el caso de The Beatles y sus primeros LPs estadounidenses en el sello Capitol Records y, en consecuencia, figuran como tales en bases de datos musicales reconocidas como AllMusic.

## Relanzamientos
Stay Awhile/I Only Want to Be with You combinado con el siguiente álbum estadounidense Dusty fue publicado por primera vez en CD como una compilación de un solo disco por el sello de reedición estadounidense Taragon Records en 1997 con mezclas estéreo creadas por Eliot Goshman. En 1999, los cinco álbumes estadounidenses de Springfield fueron remasterizados digitalmente y reeditados por Mercury Records/Universal Music, luego como cinco álbumes separados y cada uno presentando bonus tracks.

## Lista de canciones
| Lado uno |                                                      |                                              |          |  |
| N.º      | Título                                               | Escritor(es)                                 | Duración |  |
| 1.       | «I Only Want to Be with You»                         | Mike Hawker, Ivor Raymonde                   | 2:39     |  |
| 2.       | «Stay Awhile»                                        | Hawker, Raymonde                             | 1:59     |  |
| 3.       | «Twenty Four Hours from Tulsa»                       | Burt Bacharach, Hal David                    | 3:05     |  |
| 4.       | «Mama Said»                                          | Luther Dixon, Willie Denson                  | 2:07     |  |
| 5.       | «Anyone Who Had a Heart»                             | Bacharach, David                             | 2:58     |  |
| 6.       | «When the Lovelight Starts Shining Through His Eyes» | Lamont Dozier, Brian Holland, Edward Holland | 3:08     |  |

| Lado dos |                             |                           |          |  |
| N.º      | Título                      | Escritor(es)              | Duración |  |
| 1.       | «Wishin' and Hopin'»        | Bacharach, David          | 2:57     |  |
| 2.       | «Mockingbird»               | Inez Foxx, Charlie Foxx   | 2:37     |  |
| 3.       | «Will You Love Me Tomorrow» | Gerry Goffin, Carole King | 2:43     |  |
| 4.       | «You Don't Own Me»          | John Madara, David White  | 2:30     |  |
| 5.       | «Something Special»         | Dusty Springfield         | 2:23     |  |
| 6.       | «Every Day I Have to Cry»   | Arthur Alexander          | 2:30     |  |